# Kínai Szilícium-völgy

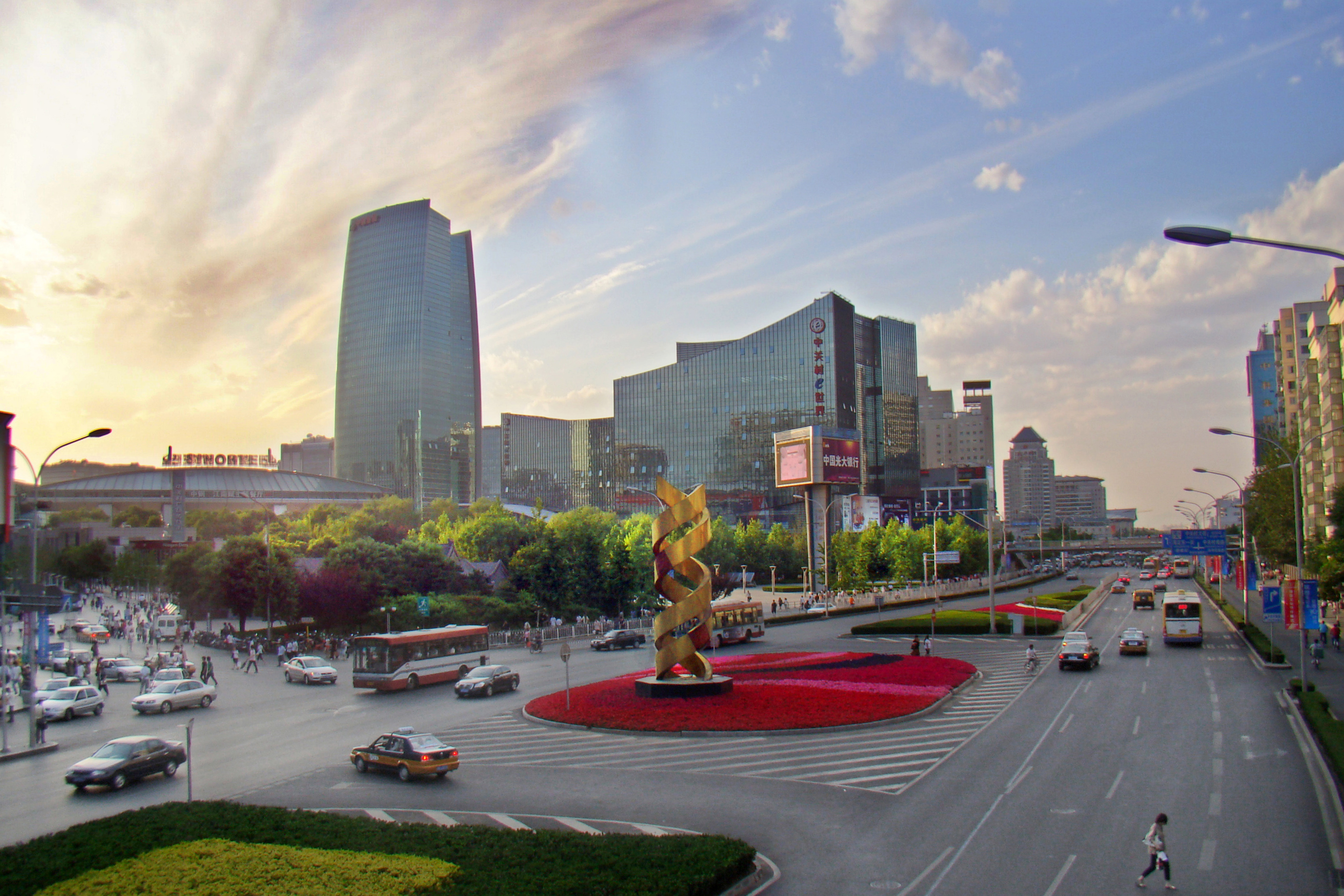
zhongguancun látképe, látható a zhongguancun utca és a pláza is

A Kínai Szilícium-völgy (angolul Zhongguancun, pinyin: Zhōngguāncūn) Peking északnyugati részében található a Haidian kerületben. Peking 3. körútja és a 4. körútja között fekszik. Olyan figyelemre méltó cégeket alapítottak a kínai Szilícium-völgyben már 1984-1985-ben, mint a Lenovo, a Stone Group, a Founder Group.

## Története

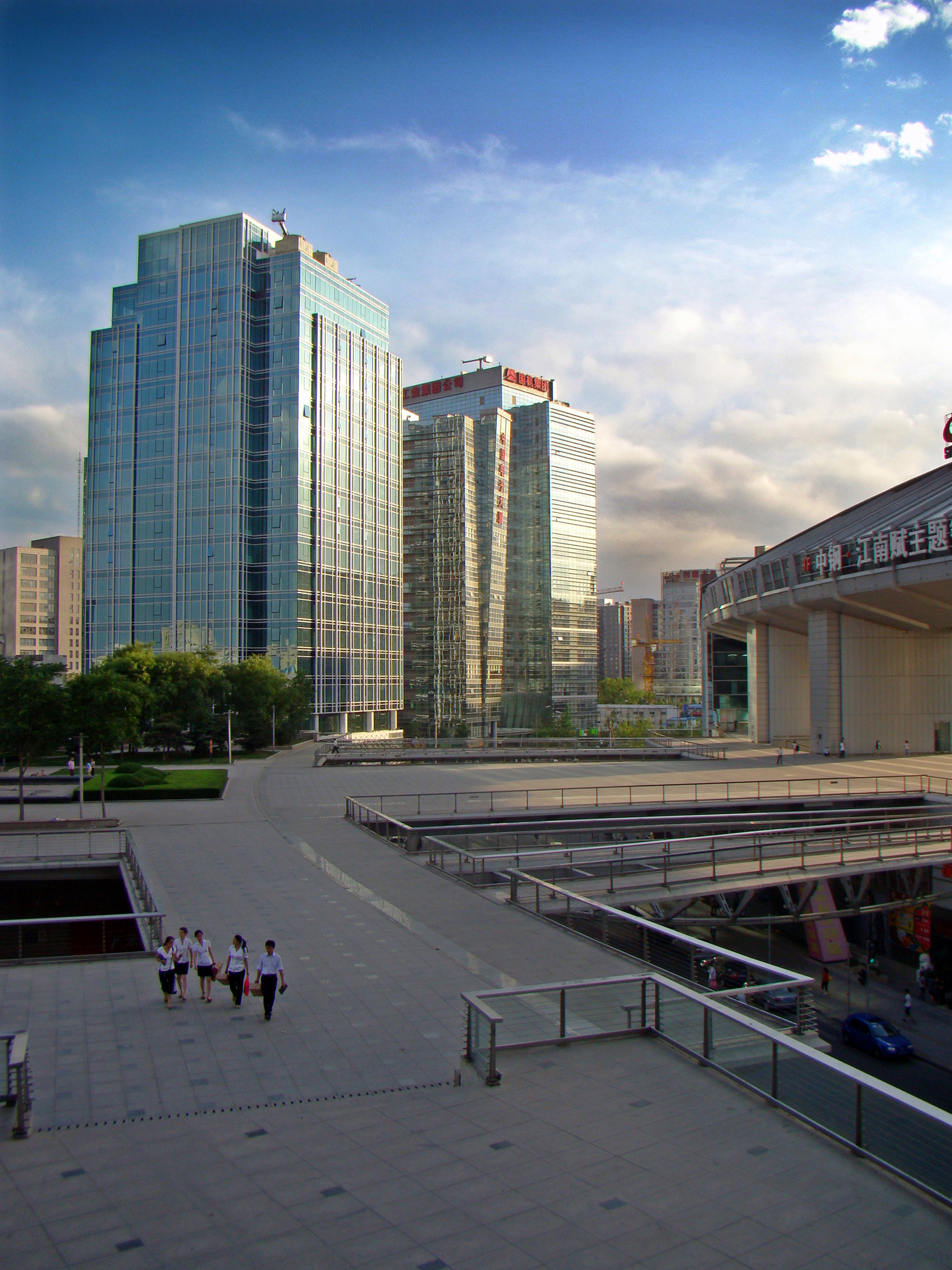
A Zhongguan pláza északnyugati látképe

A kínai szilícium völgy története az 1950-es években kezdődött és csak 1980-ban lett közismert. Az első ember, aki elképzelte - aki megalapította - az Chen Chunxian volt, a Kínai Tudományos Akadémiának (Chinese Academy of Sciences) (CAS) a tagja. Chen Chunxian állt elő a kínai szilícium-völgy ötletével miután meglátogatta az Amerikai Egyesült Államokat egy kormány szponzorálta utazás keretein belül. Zhongguancun vált a környék technikai fejlődésének motorjává. Az 1980-as évektől kezdve Zhongguancun "elektronikai sugárút"-ként lett ismert, az IT szektor és a túlsúlyban levő üzletek miatt. A kínai kormány 1988-ban ismerte el Zhongguancunt iparengedéllyel bíró kereskedési területnek. A "pekingi technológiai kísérleti zóna" nevet kapta. Hivatalosan 1999-ben vált "Zhongguancun Tudományos & Technológiai Zónává".
Hét parkot foglal magába: Haidian Parkot, Fengtai Parkot, Changping Parkot, Elektronika városát (Chaoyang-ban), Yizhuang Parkot, Desheng Parkot, és a Jianxiang Parkot. Az eredeti Zhongguancun ismert, mint a Zhongguancun Zóna Haidian Parkja.

## A környék nevezetességei

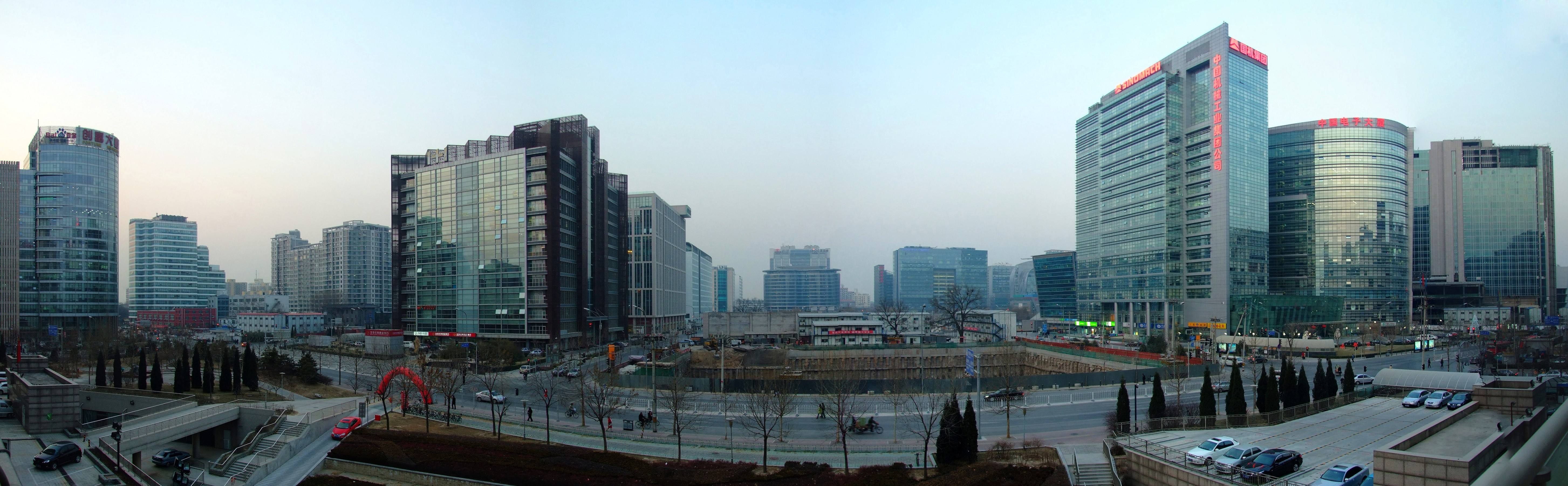
Panoráma kép

Itt található a Hailong piac, a Guigu piac, a Taipingyang piac, a Dinghao piac és a Kemao piac. Ezek számítanak az öt állandó IT és elektronikai piacoknak Zhongguancuntban. Ezek technológiai bazárok, arról híresek, hogy könnyen fukar módjára lehet akciósan vásárolni. A Zhongguancun üzletek főleg PC-kel, PC kompatibilis hardwarek kereskedésével foglalkoznak. Apple központ is van a közelben.

## Jelentős oktatási és kutatási központok
Kína két komoly presztízzsel bíró egyeteme található itt, a Pekingi Egyetem és a Tsinghua Egyetem (a Kínai Tudományok Akadémiájával). Sok elemző optimista Zhongguancun jövőjét, távlati lehetőségeit illetően.
Ez, részben köszönhető a hasonló szerepnek, amit Stanford Egyetem játszott az eredeti a kaliforniai Szilícium-völgy növekedésében.

## Jelentős cégek

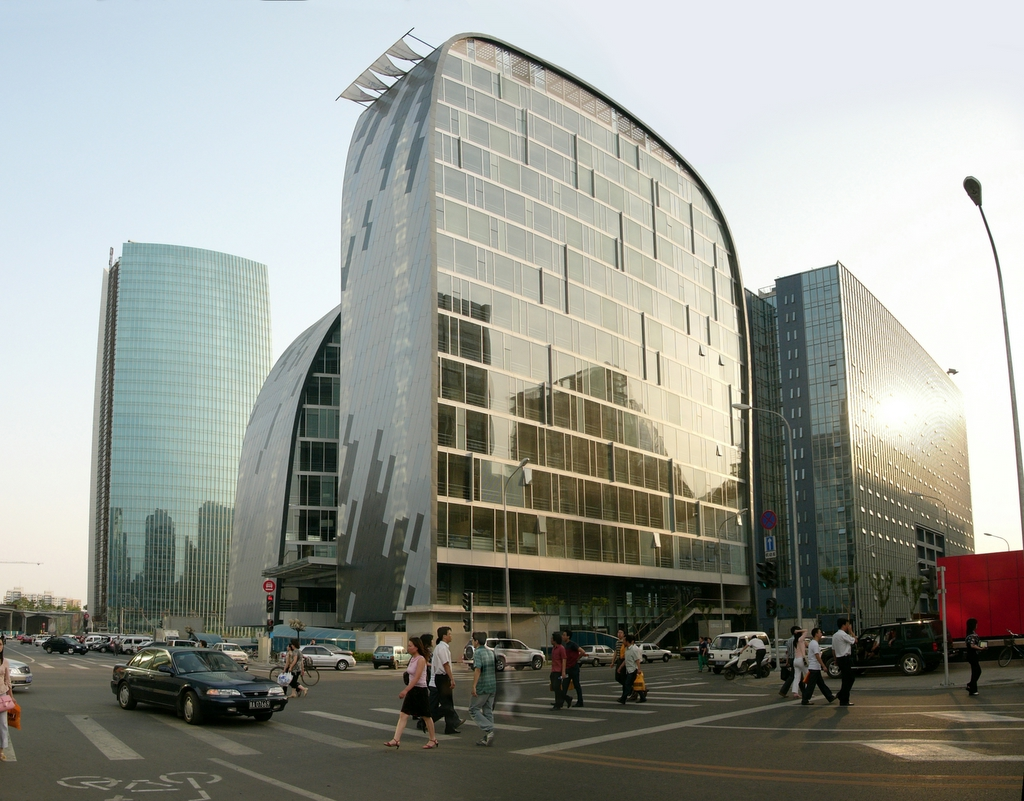
2006 januárjában készült fotó

A Stone Group, a Founder Group, és a Lenovo Group cégeket 1984-85-ben alapították. A Stone cég volt az első sikeres technikai cég, amelyet a kínai kormányon kívüli személyek szerveztek. A Pekingi Egyetemnek volt szerepe a cég megalakulásában. A Lenovo cég a Kínai Tudományok Akadémiájának berkeiből nőtte ki magát, Liu Chuanzhi alapította. Liu Chuanzhi a Zhongguancun hősének számít, jelenleg a cég elnöke. A Lenovo 2005-ben a világ harmadik legnagyobb PC gyártója volt.
A Baidu és a SINA cég Zhongguancunban lett megalapítva. Mindkettő a Lixianb épületben van. A 2004-es pekingi statisztikai évkönyv szerint 12 000 vállalat született Zhongguancun hét parkjában. Ezek a cégek 489 000 szakembernek adtak munkát.
Eastdawn cég a Sinosteel épületben található.
Sok világhírű technológiai cég épített kínai "főhadiszállást" és kutatói központot a Zhongguancun technológiai parkban olyanok mint a Google, az Intel, az AMD, az Oracle, a Motorola, a Sony és az Ericsson. A Microsoft 280 millió amerikai dolláros beruházást hajt végre, kínai kutatói központot épít. Amikor elkészül 5000 alkalmazottat foglalkoztat majd.
A Loongson fejlesztői központ, mely Kína első mikroprocesszor készítője, szintén a Zhongguancun területen található.

## Külső hivatkozások
- Article with photos of Zhongguancun's development since the 1980s
- Chen Chunxian
- Zhongguancun Vezetői Bizottság Archiválva 2005. november 24-i dátummal a Wayback Machine-ben
- Zhongguancun Parkok Archiválva 2005. október 24-i dátummal a Wayback Machine-ben
- Zhongguancun bemutatója
- Michael Rogers: Zhongguancun
- Hilon piac épülete (kínaiul)  Archiválva 2021. január 17-i dátummal a Wayback Machine-ben
- Zhongguancun térképe